# Opuzen
Opuzen est une ville et une municipalité située dans le comitat de Dubrovnik-Neretva, en Croatie. Au recensement de 2001, la municipalité comptait 3 242 habitants, dont 97,84 % de Croates et la ville seule comptait 2 730 habitants.

## Localités
La municipalité de Opuzen compte 3 localités :
- Buk Vlaka
- Opuzen
- Pržinovac